# Liste der Truppenübungsplätze der deutschen Wehrmacht
Die Liste der Truppenübungsplätze der deutschen Wehrmacht nennt die Truppenübungsplätze im Dritten Reich und in den besetzten Gebieten.

## Liste
| Wehrkreis                                   | Bezeichnung                                  | Ort                         |
| ------------------------------------------- | -------------------------------------------- | --------------------------- |
| Wehrkreis I (Königsberg)                    | Truppenübungsplatz Arys                      | Arys, Kreis Johannisburg    |
| Wehrkreis I (Königsberg)                    | Truppenübungsplatz Stablack                  | Preußisch Eylau             |
| Wehrkreis I (Königsberg)                    | Truppenübungsplatz Allenstein                | Allenstein                  |
| Wehrkreis I (Königsberg)                    | Truppenübungsplatz Nord                      | Mielau                      |
| Wehrkreis II (Stettin)                      | Truppenübungsplatz Groß Born                 | Groß Born                   |
| Wehrkreis II (Stettin)                      | Truppenübungsplatz Hammerstein               | Hammerstein                 |
| Wehrkreis II (Stettin)                      | Truppenübungsplatz Altwarp                   | Altwarp                     |
| Wehrkreis III (Berlin)                      | Truppenübungsplatz Döberitz                  | Dallgow-Döberitz            |
| Wehrkreis III (Berlin)                      | Truppenübungsplatz Jüterbog (Jüterbog-West)  | Jüterbog                    |
| Wehrkreis III (Berlin)                      | Truppenübungsplatz Markendorf (Jüterbog-Ost) | Markendorf                  |
| Wehrkreis III (Berlin)                      | Truppenübungsplatz Kummersdorf               | Kummersdorf                 |
| Wehrkreis III (Berlin)                      | Truppenübungsplatz Wandern                   | Wandern                     |
| Wehrkreis III (Berlin)                      | Truppenübungsplatz Meseritz                  | Meseritz                    |
| Wehrkreis III (Berlin)                      | Truppenübungsplatz Zossen-Wünsdorf           | Zossen/Wünsdorf             |
| Wehrkreis IV (Dresden)                      | Truppenübungsplatz Königsbrück               |                             |
| Wehrkreis IV (Dresden)                      | Truppenübungsplatz Zeithain                  |                             |
| Wehrkreis V (Stuttgart)                     | Truppenübungsplatz Münsingen                 |                             |
| Wehrkreis V (Stuttgart)                     | Truppenübungsplatz Heuberg                   |                             |
| Wehrkreis V (Stuttgart)                     | Truppenübungsplatz Hagenau                   | Hagenau im Elsass           |
| Wehrkreis V (Stuttgart)                     | Truppenübungsplatz Oberhofen                 | Oberhofen im Elsass         |
| Wehrkreis VI (Münster)                      | Truppenübungsplatz Senne                     |                             |
| Wehrkreis VI (Münster)                      | Truppenübungsplatz Haltern                   | Haltern                     |
| Wehrkreis VI (Münster)                      | Truppenübungsplatz Wahn                      | Wahner Heide bei Köln       |
| Wehrkreis VI (Münster)                      | Truppenübungsplatz Elsenborn                 | Elsenborn                   |
| Wehrkreis VII (München)                     | Truppenübungsplatz Hohenfels                 | Hohenfels                   |
| Wehrkreis VII (München)                     | Hochgebirgs-Truppenübungsplatz Luttensee     | bei Mittenwald              |
| Wehrkreis VIII (Breslau)                    | Truppenübungsplatz Lamsdorf                  | Lamsdorf                    |
| Wehrkreis VIII (Breslau)                    | Truppenübungsplatz Mechau                    | Mechau bei Guhrau           |
| Wehrkreis VIII (Breslau)                    | Truppenübungsplatz Neuhammer                 | Neuhammer                   |
| Wehrkreis VIII (Breslau)                    | Truppenübungsplatz Blechhammer               | Blechhammer                 |
| Wehrkreis IX (Kassel)                       | Truppenübungsplatz Wildflecken               |                             |
| Wehrkreis IX (Kassel)                       | Truppenübungsplatz Schwarzenborn             | Schwarzenborn               |
| Wehrkreis IX (Kassel)                       | Truppenübungsplatz Ohrdruf                   | Ohrdruf                     |
| Wehrkreis X (Hamburg)                       | Truppenübungsplatz Munster                   |                             |
| Wehrkreis X (Hamburg)                       | Truppenübungsplatz Lockstedt                 | bei Itzehoe                 |
| Wehrkreis X (Hamburg)                       | Truppenübungsplatz Jägerslust                | bei Flensburg               |
| Wehrkreis X (Hamburg)                       | Truppenübungsplatz Putlos                    | Ostholstein                 |
| Wehrkreis XI (Hannover)                     | Truppenübungsplatz Altengrabow               | Altengrabow                 |
| Wehrkreis XI (Hannover)                     | Truppenübungsplatz Bergen                    |                             |
| Wehrkreis XI (Hannover)                     | Truppenübungsplatz Hillersleben              |                             |
| Wehrkreis XII (Wiesbaden)                   | Truppenübungsplatz Baumholder                |                             |
| Wehrkreis XII (Wiesbaden)                   | Truppenübungsplatz Bitsch                    | Lothringen                  |
| Wehrkreis XIII (Nürnberg)                   | Truppenübungsplatz Grafenwöhr                | Grafenwöhr                  |
| Wehrkreis XIII (Nürnberg)                   | Truppenübungsplatz Hammelburg                | Hammelburg                  |
| Wehrkreis XVII (Wien)                       | Truppenübungsplatz Döllersheim               |                             |
| Wehrkreis XVII (Wien)                       | Truppenübungsplatz Bruckneudorf              | Bruckneudorf                |
| Wehrkreis XVII (Wien)                       | Truppenübungsplatz Senning                   |                             |
| Wehrkreis XVIII (Salzburg)                  | Truppenübungsplatz Hochfilzen                |                             |
| Wehrkreis XVIII (Salzburg)                  | Truppenübungsplatz Navis                     |                             |
| Wehrkreis XX (Danzig)                       | Truppenübungsplatz Graudenz                  | Graudenz                    |
| Wehrkreis XX (Danzig)                       | Truppenübungsplatz Danzig                    | Danzig                      |
| Wehrkreis XX (Danzig)                       | Truppenübungsplatz Thorn                     | Thorn                       |
| Wehrkreis XX (Danzig)                       | Truppenübungsplatz Schwetz                   | Schwetz                     |
| Wehrkreis XX (Danzig)                       | Truppenübungsplatz Putzig                    | Putzig                      |
| Wehrkreis XX (Danzig)                       | Truppenübungsplatz Lübbenberg                | bei Konitz                  |
| Wehrkreis XX (Danzig)                       | Truppenübungsplatz Kulm                      | bei Kulm                    |
| Wehrkreis XX (Danzig)                       | Truppenübungsplatz Gruppe bzw. „Heidekraut“  | Tucheler Heide              |
| Wehrkreis XX (Danzig)                       | Luftwaffen-Übungsplatz Rippin                | Rippin                      |
| Wehrkreis XXI (Posen)                       | Truppenübungsplatz Schrimm                   | Schrimm                     |
| Wehrkreis XXI (Posen)                       | Truppenübungsplatz Waldowsee                 | Waldowsee                   |
| Wehrkreis XXI (Posen)                       | Truppenübungsplatz Schieratz                 | Schieratz                   |
| Wehrkreis XXI (Posen)                       | Truppenübungsplatz Welun                     | Welun                       |
| Wehrkreis XXI (Posen)                       | Truppenübungsplatz Warthelager               | bei Posen                   |
| Protektorat Böhmen und Mähren               | Truppenübungsplatz Jungbunzlau               | bei Jungbunzlau             |
| Protektorat Böhmen und Mähren               | Truppenübungsplatz Melnik                    | bei Melnik                  |
| Protektorat Böhmen und Mähren               | Truppenübungsplatz Milowitz                  | bei Milowitz                |
| Protektorat Böhmen und Mähren               | Truppenübungsplatz Kammwald                  | bei Pibrans                 |
| Protektorat Böhmen und Mähren               | Truppenübungsplatz Pardubitz                 | bei Pardubitz               |
| Protektorat Böhmen und Mähren               | Truppenübungsplatz Rokitzan                  | bei Rokitzan                |
| Protektorat Böhmen und Mähren               | Truppenübungsplatz Schlan                    | bei Schlan                  |
| Protektorat Böhmen und Mähren               | Truppenübungsplatz Tabor                     | bei Tabor                   |
| Protektorat Böhmen und Mähren               | Truppenübungsplatz Wischau                   | bei Wischau,                |
| Generalgouvernement Polen                   | Truppenübungsplatz Mitte                     | bei Radom                   |
| Generalgouvernement Polen                   | Truppenübungsplatz Reichshof                 | bei Reichshof               |
| Generalgouvernement Polen                   | Truppenübungsplatz Süd                       | bei Mielec                  |
| Generalgouvernement Polen                   | Truppenübungsplatz Rembertow                 | bei Warschau                |
| Generalgouvernement Polen                   | Truppenübungsplatz Galizien                  | bei Lemberg                 |
| Deutsche Schutzzone, innerhalb der Slowakei | Truppenübungsplatz Kleine Karpathen          | Kleine Karpaten bei Malacky |
| besetztes Belgien                           | Truppenübungsplatz Beverloo                  | Beverloo                    |
| besetztes Belgien                           | Truppenübungsplatz Braschaet                 | Braschaet                   |
| besetztes Belgien                           | Truppenübungsplatz Maria ter Heide           | Brasschaat                  |